# Vauxhall (Londres)
Vauxhall (/ˈvɒksɔːl/) es una zona de la ciudad interior de Prime Central London en el municipio londinense de Lambeth, en Inglaterra. En el pasado perteneció al condado histórico de Surrey.
Ha dado su nombre también a la circunscripción parlamentaria, que incluye partes de Brixton y Clapham, y a la fábrica de coches Vauxhall Motors, que tuvo su origen en la zona, y posiblemente también a la palabra rusa para una gran estación de ferrocarril.
En 1998, Vauxhall pasó a formar parte del centro de la ciudad de North Lambeth, para propósitos de gobierno administrativo local.

## Historia

### Etimología
Está aceptado que la etimología de Vauxhall procede del nombre de Falkes de Breauté, el jefe de los mercenarios del rey Juan I de Inglaterra, que era propietario de una gran casa en la zona, a la que se referían como "Faulke's Hall", luego "Foxhall", y con el tiempo Vauxhall. La zona sólo pasó a ser generalmente conocida con este nombre cuando se abrieron al público los jardines de Vauxhall como una atracción. Inicialmente, la mayor parte de los visitantes se habrían acercado por el río, pero multitud de londinenses de todo tipo y clase social fueron a conocer la zona después de la construcción del puente de Westminster en la década de 1740.
Hay distintas teorías sobre por qué la palabra rusa para una estación central de ferrocarril es вокзал (vokzal), que coincide con la transliteración canónica en el siglo XIX de "Vauxhall". Se ha sugerido durante largo tiempo que una delegación rusa visitó la zona para inspeccionar la construcción del London and South Western Railway en 1840, y confundieron el nombre de la estación con el genérico para el tipo de edificio. Esta historia se embelleció aún más con el relato de que el zar Nicolás I de Rusia, al visitar Londres en 1844, lo llevaron a ver los trenes en Vauxhall y cometió el mismo error. La ubicación de la estación central original del ferrocarril L&SWR, Nine Elms Station, aparece simplemente como "Vauxhall" en el horario Bradshaw de 1841. Otra posible explicación es que el primer ferrocarril ruso, construido en 1837, iba desde San Petersburgo a través de Tsarskoye Selo al Palacio de Pavlovsk, donde había unos jardines de recreo que se habían creado antes. En 1838 se construyó un pabellón de música y entretenimiento en la estación final del ferrocarril. A este pabellón se le llamó Vokzal en homenaje a los jardines de Vauxhall en Londres. El nombre pronto pasó a usarse en referencia a la propia estación, que era la puerta de entrada de la mayor parte de los visitantes para los jardines. Más tarde pasó a significar cualquier gran estación de ferrocarril /una palabra rusa diferente, stantsiya, se usa para las estaciones menores). Otra posible explicación es que la palabra es un préstamo del neerlandés, "wachtzaal", que quiere decir "sala de espera", puesto que una importante estación tendría tal edificio.[cita requerida] La palabra "voksal" (воксал) se había usado en idioma ruso con el significado de "parque de atracciones" mucho antes de 1840 y puede encontrarse, por ejemplo, en la poesía de Aleksandr Pushkin:  На гуляньях иль в воксалах / Легким зефиром летал (A Natalia (1813): "En fêtes y en voksals, /He estado revoloteando como un gentil Céfiro" [aquí "Céfiro" es una alegoría de un viendo gentil, templado y agradable ]) Según Vasmer, la palabra está atestiguada por vez primera en el Vedomosti de San Petersburgo para 1777 en la forma фоксал, lo que puede reflejar una forma inglesa anterior de pronunciarse o escribirse, Faukeshall. El inglés Michael Maddox estableció unos jardines de Vauxhall en el suburbio de San Petersburgo (Pavlovsk) en 1783, con jardines de placer, un pequeño teatro/sala de conciertos y lugares para refrescarse. El archidiácono William Coxe describe el lugar como una "especie de Vauxhall" en ese mismo año, en su obra "Viajes por Rusia".

### Historia temprana
No se menciona Vauxhall en el Domesday Book (1086). La zona originariamente formó parte de la amplia Mansión de South Lambeth, que también era ocupada por la familia de Redvers. Falkes de Breauté la adquirió en 1216 cuando se casó con Margaret, viuda de Baldwin de Redvers; las tierras de De Breauté volvieron a la familia de Redvers después de su muerte en 1226. En 1293 las mansiones de South Lambeth y de "la Sale Faukes" pasaron, probablemente mediante engaño, a Eduardo I. En 1317 el rey Eduardo II le dio la mansión de Vauxhall, Surrey, a Sir Roger d'Amory por sus "buenos servicios" en la batalla de Bannockburn.
A partir de varios relatos, tres carreteras locales – la de South Lambeth, la de Clapham (anteriormente, la de Merton) y la de Wandsworth (previamente Kingston) - eran antiguas y bien conocidas rutas para entrar y salir de Londres. 

### Desarrollo
La tierra era plana y con partes de ciénaga, pobremente drenadas mediante zanjas, y sólo empezó a desarrollarse cuando se secó la ciénaga de Lambeth a mediados del siglo XVIII, pero siguió siendo un pueblo. Antes de esto proporcionaba productos de jardin para la cercana Ciudad de Londres. El Vauxhall Bridge y la Vauxhall Bridge Road se abrieron en 1816. Para el año 1860 la aldea había sido absorbida por la ciudad de Lambeth. Muchas de las calles de Vauxhall quedaron destruidas durante la construcción del ferrocarril a la estación de Waterloo, por el bombardeo alemán en la Segunda Guerra Mundial o dañado por mediocre planificación urbanística.

## Lugares de interés
Junto al Puente de Vauxhall está el cuartel general del servicio de inteligencia británico (más habitualmente conocido como MI6), que ocupa oficinas construidas entre 1989 y 1992 y habitualmente conocido como Vauxhall Cross. El edificio del MI6 ha aparecido en varias películas de James Bond. Más recientemente, un amplio complejo de apartamentos y oficinas se ha construido al sur del puente de Vauxhall Bridge en St George Wharf. Parte de este desarrollo incluye la planeada St George Wharf Tower, que cuando se termine será el edificio residencial más alto del Reino Unido.
En Vauxhall se encuentra también la Brunswick House, una mansión protegida, de la época georgiana y anteriormente casa de los duques de Brunswick. Construida en 1758, hubo un tiempo en que tenía tres acres de parque junto a la orilla del río - ahora está en el medio de Vauxhall Cross apabullada por el enorme complejo St George Wharf. El edificio estaba ruinoso y estaba en la lista de edificios en peligro de English Heritage hasta que fue adquirido en 2004 por LASSCO (The London Architectural Salvage and Supply Company). Restauraron el edificio, que actualmente puede visitarse para ver un poco del elegante pasado de Vauxhall.
La iglesia de San Pedro, en Kennington Lane fue diseñada por el arquitecto del siglo XIX John Loughborough Pearson, autor también de la catedral de Truro y la de Brisbane, en Australia. Actualmente la iglesia es un centro de la comunidad y local para las artes, además de una iglesia. Junto a San Pedro se encuentra la Vauxhall City Farm.

## Transporte
Vauxhall está bien conectada con el centro de Londres a través del metro, los ferrocarriles del National Rail y autobuses: todo ello disponible desde la estación de Vauxhall. La parada de metro está entre las zonas 1 y 2 de la zona Travelcard de Londres en la Victoria line, y estaciones de la Northern Line se encuentran dentro de una distancia asquible andando de muchas partes de Vauxhall. La estación de ferrocarril está servida por los ferrocarriles South West Trains, a travñes de la estación de Waterloo, que queda a una sola parada. La estación de autobús tiene 14 rutas que van a diversas partes de Londres.
Además del transporte público, Vauxhall es accesible por principales carreteras y el sendero Thames Path para peatones y bicicletas. 
Las estaciones de mtro más cercanas son:
- Vauxhall
- Kennington
- Oval
- Pimlico
- Stockwell